# Ludwig Wolff (Politiker, 1908)
Ludwig Wolff (* 4. August 1908 in Pabianice, Russisches Kaiserreich; † 1988) war ein Politiker der deutschen Minderheit in Polen und nach 1939 Politiker der NSDAP. Außerdem war er SS-Führer.

## Leben und Wirken
Wolff wurde 1908 als Sohn des deutschen Lehrers und späteren Sejmabgeordneten Ludwig Wolff geboren. Während des Ersten Weltkrieges wurde er von Neujahr 1915 bis September 1918 mit seinen Eltern nach Russland deportiert. Von 1919 bis 1928 besuchte Wolff das Deutsche Gymnasium in Lodz und studierte von 1928 bis 1933 in Warschau und Erlangen Theologie. Von 1933 bis 1934 leistete Wolff seinen Militärdienst in der polnischen Armee. 1935 bestand Wolff nach mehrwöchigen Reservistenübungen auch die Offiziersprüfungen, wurde aber nicht zum Offizier ernannt.
Von 1929 bis 1930 war Wolff Landesführer der Deutschen Jungenschaft in Polen und saß dem Verein deutscher Hochschüler in Warschau vor. Am 1. Oktober 1934 wurde er hauptamtlicher Jugendführer des Lodzer deutschen Schul- und Bildungsvereins für das mittelpolnische Gebiet. Ab Februar 1936 war er stellvertretender Leiter beim Deutschen Volksverband in Polen (DVV), bei dem er schon im Jahr zuvor die Jugendarbeit leitete. Am 15. Mai 1938 übernahm Wolff von August Utta die Leitung des DVV. Am 10. März 1939 unterstützte Wolff auf dem Parteitag des Deutschen Volksverbandes nachhaltig die Politik der deutschen Nationalsozialisten und griff die Juden scharf an.
Am 28. August 1939 wurde Ludwig Wolff im Rahmen einer größeren Maßnahme gegen die deutsche Minderheit unmittelbar vor Kriegsbeginn verhaftet. Nach dem Überfall auf Polen am 1. September 1939 wurde Ludwig Wolff aus dem Łódźer Gefängnis nach Warschau verlegt und von dort nach sieben Tagen ins Gefängnis von Mińsk Mazowiecki gebracht, später nach Brest-Litowsk. Laut einer Zeitungsmeldung floh er am 13. September aus der Haft. Am 15. September stellte er sich den vorrückenden Verbänden der deutschen Wehrmacht und kehrte über Ostpreußen und Berlin am 5. Oktober 1939 in das inzwischen besetzte Łódź zurück. Am 20. September 1939 wurde Wolff im Rang eines Oberbannführers Mitglied der Hitlerjugend. Am 19. Oktober 1939 erhielt er das Goldene Parteiabzeichen der NSDAP, ohne jedoch NSDAP-Mitglied zu sein. Heinrich Himmler ernannte Wolff am 13. November 1939 im Zuge seines Eintritts in die Schutzstaffel zum SS-Obersturmbannführer (SS-Nummer 351.248).
Wolff wurde am 30. Januar 1940 kommissarischer NSDAP-Kreisleiter des Stadtkreises Lodsch. Seine formale Aufnahme in die NSDAP erfolgte jedoch erst zum 1. August 1940. In der Funktion des Kreisleiters organisierte er die Aufstellung der Deutschen Volksliste, auf der alle Personen deutscher Abstammung erfasst werden sollten und die durch ihre Mechanismen der Inklusion und Exklusion erheblich zur Konfliktverschärfung in der Bevölkerung beitrug. Zugleich plante und organisierte er 1939/40 den nationalsozialistischen Terror gegen Gegner aller Art, am 25. August 1940 verkündete er: „Das polnische Volk als Ganzes ist aus der Reihe der Kulturvölker ausgelöscht.“ Am 7. Juli 1940 trat Wolff im Nachrückverfahren in den im April 1938 gewählten nationalsozialistischen Reichstag ein, dem er bis zum Ende der NS-Herrschaft im Frühjahr 1945 als Abgeordneter für das Wartheland angehörte. 1941 wurde Wolff von seiner Funktion als Kreisleiter wahrscheinlich aufgrund von Konflikten mit der reichsdeutschen NSDAP-Führung entbunden.
Im Oktober 1942 wurde er im Range eines SS-Standartenführers zum SS-Führer im Stabshauptamt des Reichskommissars für die Festigung deutschen Volkstums ernannt. Nur wenige Tage später wurde er als SS-Schütze zum Ausbildungs- und Ersatzbataillon „Totenkopf“ I der Waffen-SS in Warschau eingezogen, bei dem er bis Februar 1943 diente. Bis Mai 1943 gehörte er der 10. SS-Panzerdivision an. Seit Mai 1943 nahm er an einem Vorbereitungslehrgang für Führerbewerber teil. Im November 1943 erfolgte seine Ernennung zum SS-Oberscharführer. 1944 hatte Wolff bei der Waffen-SS den Rang eines SS-Untersturmführers erreicht. Er war von Januar bis April 1944 beim 2. SS-Panzer-Junker-Sonderlehrgang und ab April 1944 an der Nebeltruppenschule in Celle als Weltanschauungslehrer eingesetzt. Am 30. August 1944 wurde er zum SS-Hauptamt versetzt, wo er die ukrainische Leitstelle leitete. Im September 1944 erfolgte seine vorzeitige Beförderung zum Obersturmführer der Reserve der Waffen-SS. Am 1. Januar 1945 wurde Wolff zum SS-Fachführer ernannt.
Nach Kriegsende war Wolff Mitglied im Vorstand der Landsmannschaft Weichsel-Warthe. Er war zudem ab 1949 für die Organisation Gehlen, dem Vorläufer des  Bundesnachrichtendienstes (BND), als hauptamtlicher Mitarbeiter und Referent tätig. Obgleich aufgrund Wolffs NS-Belastung die Organisationseinheit 85 dessen Kündigung empfahl, beschäftigte der BND ihn bis zum Eintritt in den Ruhestand Ende August 1973 weiter.
Wolff war zweimal verheiratet und hatte zwei Kinder.

## Schriften
- Als Sträfling nach Brest-Litowsk. In: Kurt Lück (Hrsg.): Marsch der Deutschen in Polen. Verlag Grenze und Ausland, 1940, S. 107.
- Der Volkstumskampf des Deutschtums im Osten des Warthelandes. In: Hubert Müller (Hrsg.): Der Osten des Warthelandes. Herausgegeben anlässlich der Heimatschau in Litzmannstadt. Verlag Stähle und Friedel, Stuttgart 1941, S. 176–195.